# 三原平野

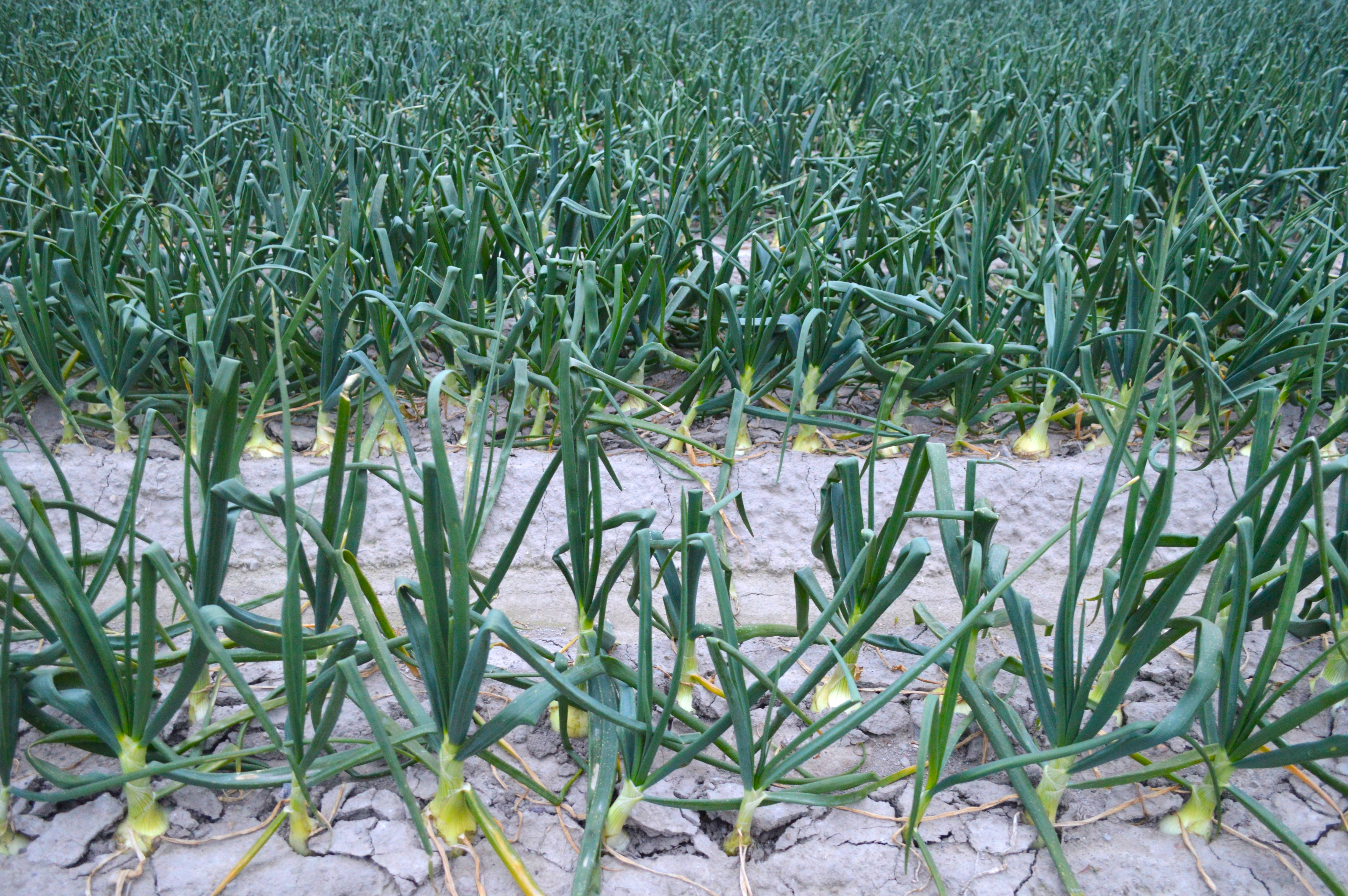
三原平野のタマネギ畑

三原平野（みはらへいや）は、兵庫県の淡路島南部にある平野。

## 地理

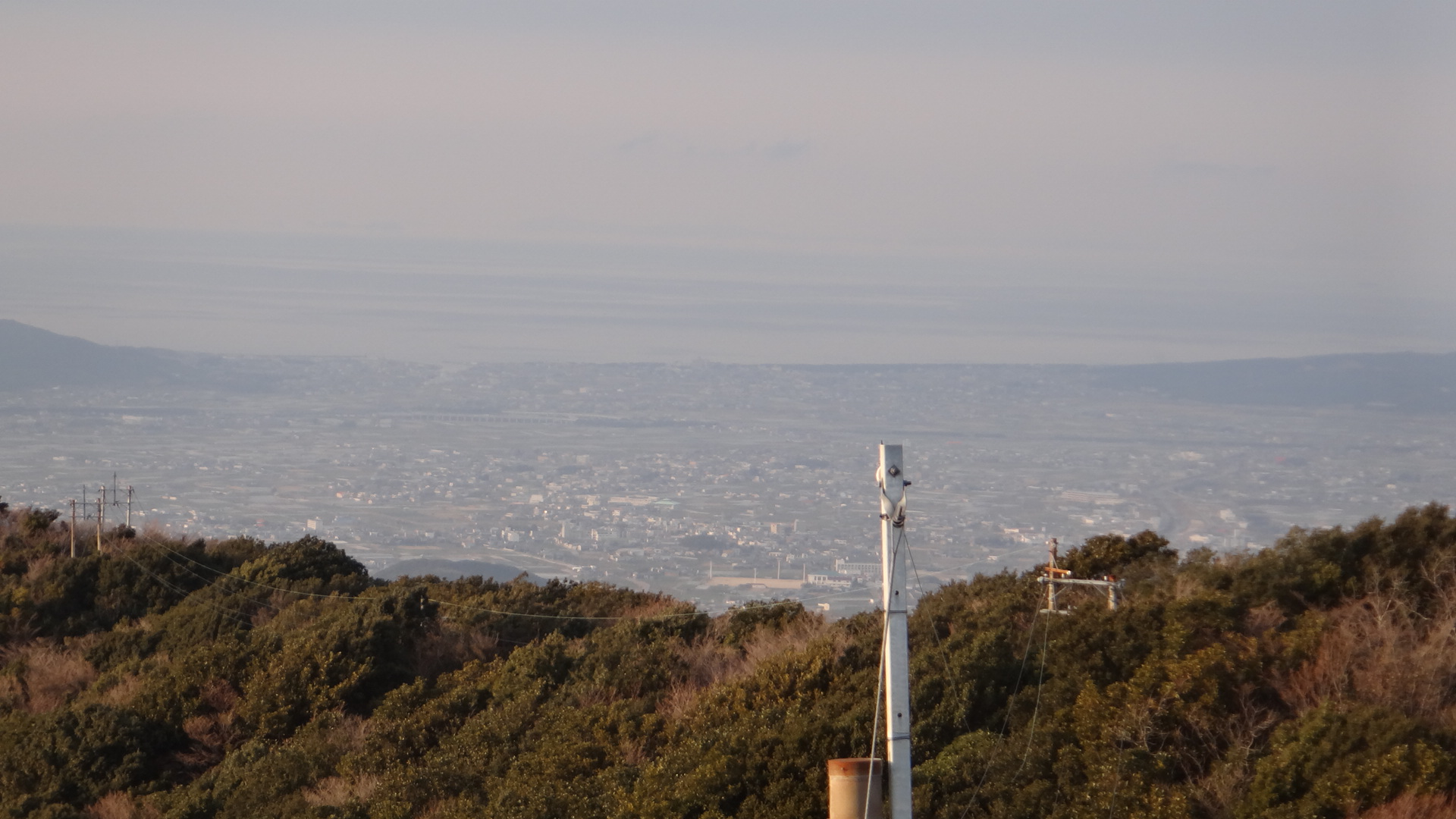
諭鶴羽山から望む三原平野

三原川とその支流を中心とする沖積平野である。年間を通じて温暖な気候であり、夏季は降水量が少ない。

### 範囲
- 南あわじ市[1]
  - 旧三原町、旧西淡町の一部、旧南淡町の一部、旧緑町の一部

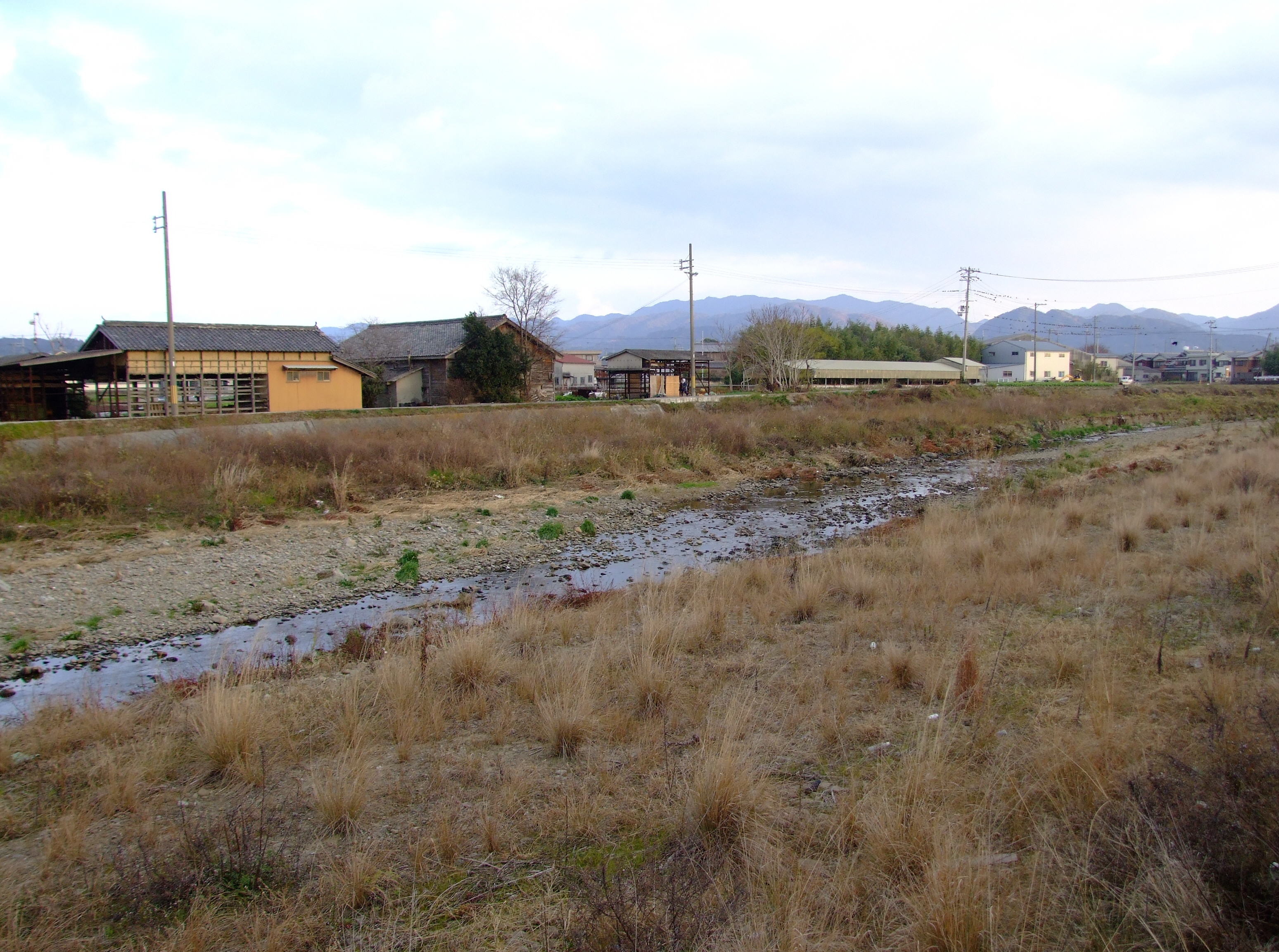
三原川

## 農業

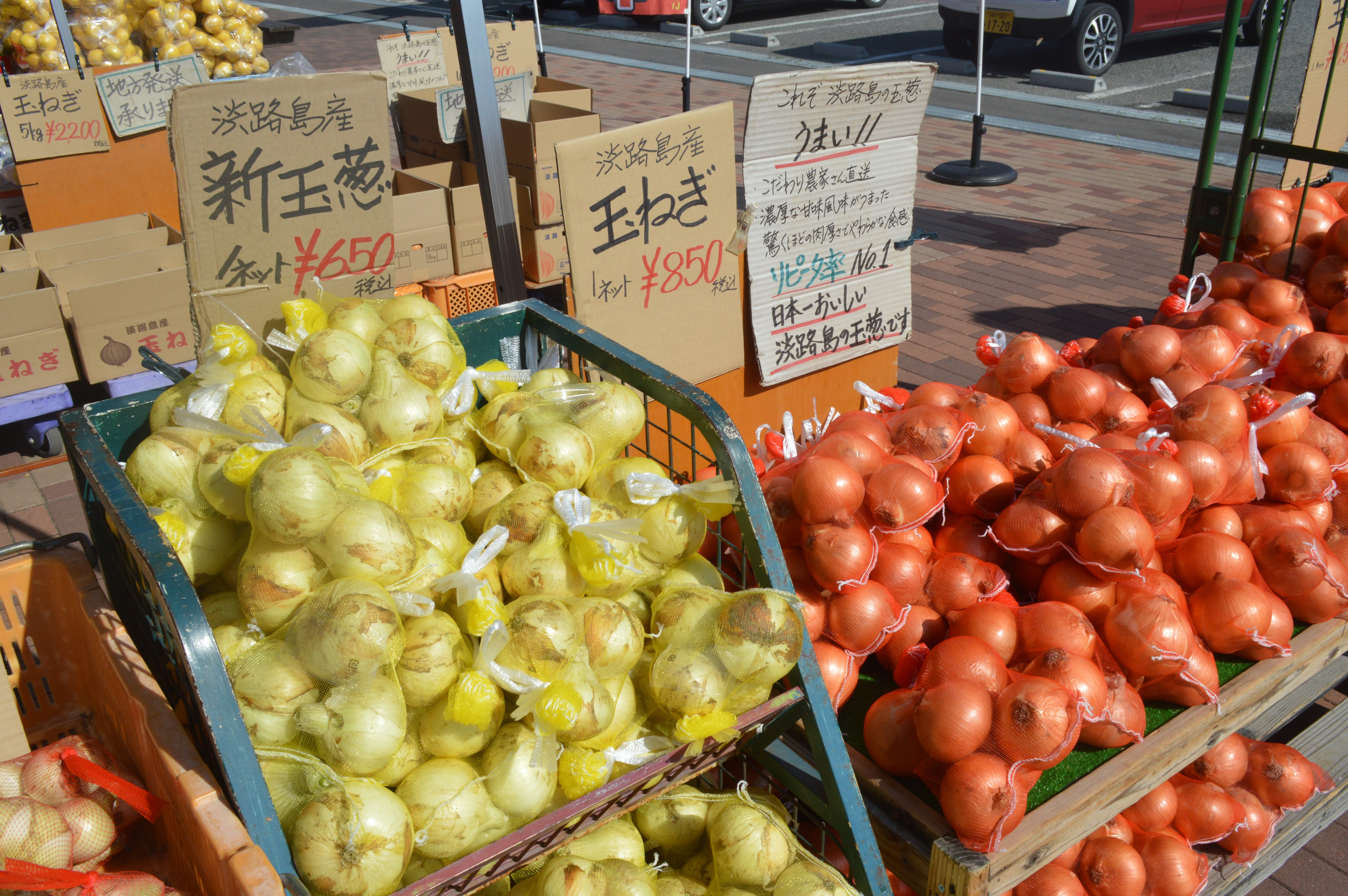
淡路島産タマネギ

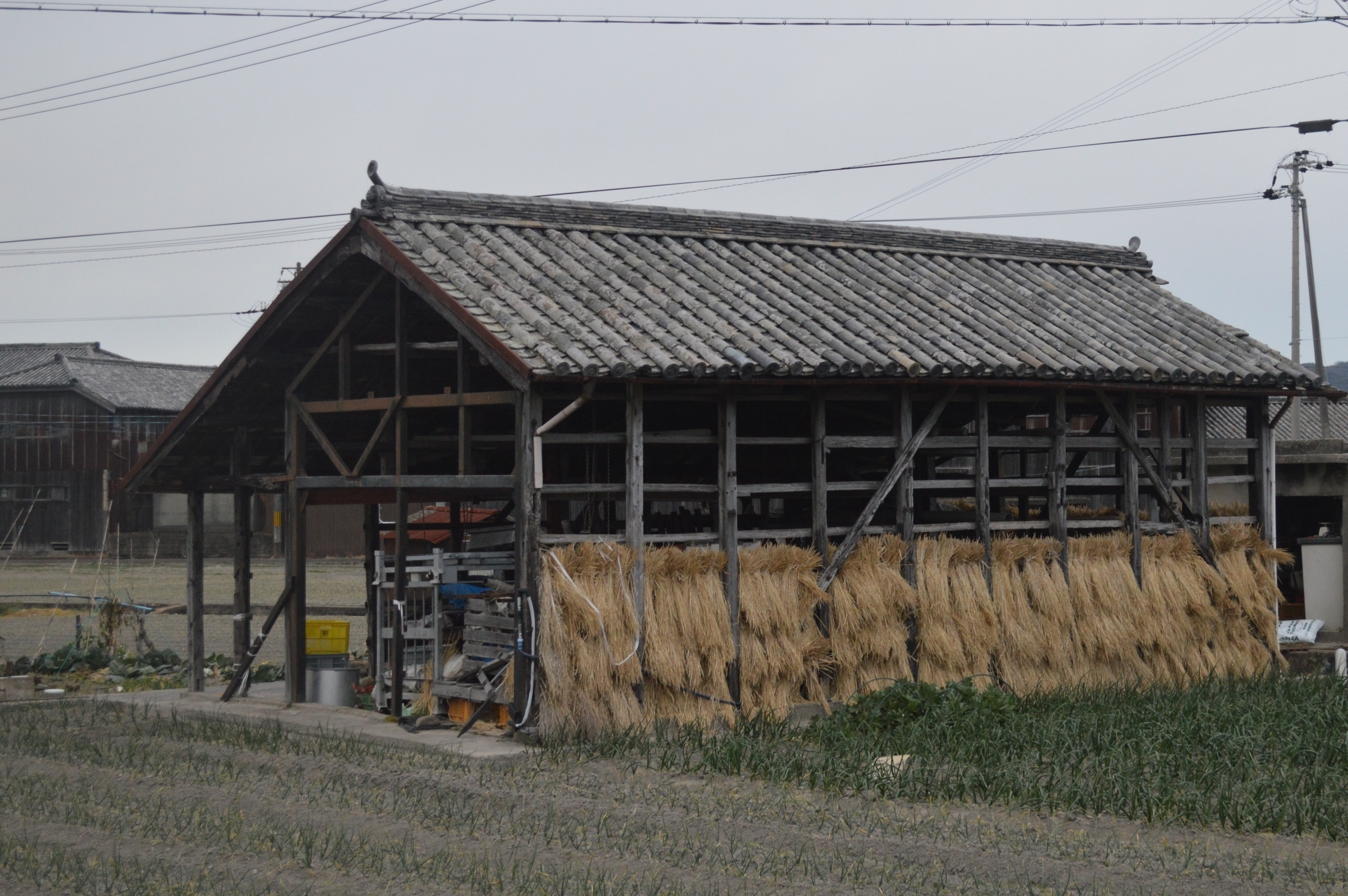
玉ねぎ小屋のある景観

### 農業生産物
土壌は砂壌土が卓越しており、野菜の栽培に適した肥沃な土壌である。2021年（令和3年）の兵庫県のタマネギの作付面積・出荷量は北海道と佐賀県に次いで全国3位であるが、兵庫県全体の95%が三原平野で生産されている。玉ねぎ小屋（吊り小屋）と呼ばれる貯蔵施設があるのが淡路島におけるタマネギ生産の特徴である。
タマネギのほかには、コメ、京阪神の市場向けのレタス、ハクサイ、キャベツなどの野菜が生産されており、同じ農地で一年間に3つの異なる農作物を生産する三毛作が営まれている。夏季に降水量が少ないことから、三原平野にはため池が多くみられる。

### 農業の歴史
三原平野では近世から表作にコメ、裏作に大麦を生産する二毛作が行われていた。明治中期にはタマネギが生産されるようになり、大正期には大麦を押しのけて広く普及した。明治期には役肉用牛の肥育が行われるようになり、大正期には乳牛による酪農も発展した。太平洋戦争前にはコメ、タマネギ、酪農による有畜複合農業が確立された。高度経済成長期の1960年代前半には三原営農方式と呼ばれる有畜水田三毛作が確立された。1980年代以後には多くの農家が酪農を中止し、酪農を継続した農家は多頭飼育による大規模化を進めた。